# Geschiedenis van Rome
Dit is een overzichtsartikel over de geschiedenis van Rome.

## Ontstaan van Rome
Over het ontstaan en de vroege geschiedenis van Rome doen verschillende verhalen de ronde. De Romeinen zelf dateerden de stichting van de stad in 753 v.Chr. en telden de jaren vanaf die datum, ab urbe condita, vanaf de stichting van de stad.

### Mythe
De ons bekende versie van het ontstaan van Rome danken we aan Vergilius (Aeneis) en (vooral) aan Titus Livius (Ab Urbe Condita) die in opdracht van  Keizer Augustus de geschiedenis van Rome te boek stelden, op basis van de overleveringen die daarover de ronde deden. Beide werken hebben echter een sterk mythologische inslag en beogen niet een geschiedkundig werk in de huidige zin te zijn, maar dienden eerder om een goddelijke oorsprong en roemrijk verleden te suggereren door de oorsprong van Rome te verbinden met de ondergang van Troje.
Rome werd volgens de mythe gesticht op 21 april van het jaar 753 v.Chr. door Romulus en Remus, afstammelingen van de Trojanen die onder leiding van Aeneas, zoon van Venus en Anchises, uit het brandende Troje waren gevlucht, dit is ook het begin van de Romeinse tijdrekening.

### Werkelijkheid
Volgens archeologen is Rome ontstaan in een viertal stappen.
In de 10e eeuw v.Chr. kwamen er enkele kleine nederzettingen van Romeinen op de Palatijn en op de Esquilijn, twee van de zeven heuvels van Rome..
In de 8e eeuw v.Chr. kwamen er nieuwe nederzettingen op de Palatinus, Esquilinus en op de Caelius. Het bondgenootschap Roma Quadrata werd opgericht tussen de twee nederzettingen op de Palatijn. Zo werden die twee nederzettingen sterker op militair vlak. Er kwam ook een omwalling rond de Palatijn, de eerste omwalling.
De derde stap vond plaats in de 6e eeuw v.Chr., dan kwamen er nog meer nederzettingen op die drie heuvels en vielen de Etrusken binnen. Ze veroverden Rome dat dan nog bestond uit enkele nederzettingen. Ze verenigden die nederzettingen op de drie heuvels tot een stad.
In de laatste fase, tijdens de 4e eeuw v.Chr. breidde de stad verder uit tot de vier andere heuvels waar geen nederzettingen waren. Rome kreeg de omvang van een stad doordat de zeven nederzettingen met een muur verbonden werden, en een echte stad gingen vormen.

### Romeinse koningen
In het begin werd Rome geregeerd door koningen totdat zij vervangen werden door Consuls (509 v.Chr.).
753 - 716 v.Chr. Romulus (Latijn)
716 - 673 v.Chr. Numa Pompilius (Sabijn)
673 - 641 v.Chr. Tullus Hostilius (Latijn)
641 - 616 v.Chr. Ancus Marcius (Sabijn)
616 - 578 v.Chr. Tarquinius Priscus (Etrusk)
578 - 534 v.Chr. Servius Tullius (Etrusk)
534 - 509 v.Chr. Tarquinius Superbus (Etrusk)

Deze koningen bouwden onder andere het Forum Romanum uit (Priscus) en bouwden de eerste stenen muur rond Rome (Servius). In 509 v.Chr. werd de laatste koning (Tarquinius Superbus) verdreven door Lucius Iunius Brutus, de eerste consul.

## Geschiedenis van het oude Rome
Het oude Rome groeide uit tot de hoofdstad van het Romeinse Rijk, en bleef dat tot 285.

## Rome in de middeleeuwen en als deel van het Franse keizerrijk
Tijdens en na het verval en de uiteindelijke val van het West-Romeinse Rijk verminderde de bevolking sterk. Barbaren namen Rome over. Maar Rome bleef belangrijk als de stad waar de paus zetelde. Ook een groot gebied om Rome heen in Midden-Italië werd bestuurd door de paus.
De stad Rome was de hoofdplaats van het departement Rome toen het werd geannexeerd door het Franse keizerrijk (met Napoleon I als keizer) van 1809 tot 1814.

## Rome nu
Rome (Italiaans: Roma) is de hoofdstad van Italië en tevens hoofdstad van de regio Lazio en de provincie Rome.
Amsterdam · Andorra la Vella · Athene · Belgrado · Berlijn · Bern · Boedapest · Boekarest · Bratislava · Brussel · Chisinau · Dublin · Helsinki · Kiev · Kopenhagen · Ljubljana · Londen · Lissabon · Luxemburg · Madrid · Minsk · Monaco · Moskou · Nicosia · Oslo · Parijs · Podgorica · Praag · Pristina · Reykjavik · Riga · Rome · San Marino · Sarajevo · Skopje · Sofia · Stockholm · Tallinn · Tirana · Valletta · Vaticaanstad · Vaduz · Vilnius · Warschau · Wenen · Zagreb